# Niccolò Zucchi
Niccolò Zucchi (6 de diciembre de 1586-21 de mayo de 1670) fue un jesuita italiano, astrónomo y físico conocido por haber sido el primero en observar las bandas del planeta Júpiter (el 17 de mayo de 1630), y en informar de manchas sobre Marte (en 1640).
En su obra Optica philosophia experimentis et ratione un fundamentis constituta, publicada entre 1652 y 1656, describió su experimento de 1616 utilizando un espejo curvo en vez de una lente como objetivo de un telescopio, siendo esta la descripción conocida más antigua de un telescopio reflector. En su libro también señaló la capacidad del fósforo de generar más luz de la que almacena. También publicó otros dos trabajos sobre máquinas y mecánica.

## Biografía
Zucchi era el cuarto de los ocho hermanos nacidos en la familia de los nobles Pierre Zucchi y Francoise Giande Marie. Tres de sus hermanas se ordenarían monjas, tres de sus hermanos ingresarían en la Compañía de Jesús, y otro hermano sería sacerdote secular.

### La Orden Jesuita
Tras estudiar retórica en Piacenza y filosofía y teología en Parma, Zucchi acabó sus estudios a la edad de dieciséis años, e ingresó el 28 de octubre de 1602 en Padua a la Orden jesuita, a la que perteneció durante el resto de su vida.
Enseñó matemática, retórica y teología como profesor en el Collegio Romano, siendo nombrado rector de la nueva Universidad Jesuita de Rávena por el cardenal Alessandro  Orsini. Posteriormente ejerció como predicador apostólico (un puesto a menudo conocido como el «predicador del papa»), durante aproximadamente siete años. Gozó del patronazgo de Ranuccio II Farnese, duque de Parma, a quien Zucchi dedicó su libro Nova de machinis philosophia en 1642. También dedicó su libro de 1652 Optica philosophia, al archiduque Leopoldo de Austria. Cercano el fin de su vida, pasó a ser oficial  de la casa de los jesuitas en Roma, ciudad en la que murió el 21 de mayo de 1670.

## Labor científica
Zucchi publicó muchos libros sobre ciencia, incluyendo dos trabajos dedicados a la «filosofía de las máquinas» (análisis mecánico) en 1646 y 1649, y su Optica philosophia en 1652. También escribió una inédita Optica statica, que no ha sobrevivido. Algunos de sus escritos versaron sobre el magnetismo, los barómetros (negando la existencia del vacío), y haciendo notar que el fósforo genera más luz de la que almacena. También afirmó erróneamente que, dado que Venus representaba la belleza, estaba más cercano al Sol que Mercurio (que representaba la habilidad).

### Astrónomo
En 1623, Zucchi era miembro de una legación papal enviada a la corte de Fernando II. Allí  conoció a Johannes Kepler, el matemático y astrónomo alemán.
Kepler avivó el interés de Zucchi por la astronomía. Mantuvo correspondencia con Kepler después de regresar a Roma. En un momento en el que Kepler estaba pasando dificultades financieras, Zucchi, instado por el padre jesuita y también científico Paul Guldin, le regaló un telescopio de su propio diseño, quien mencionó el regalo en su libro El Sueño.
Junto con su amigo el jesuita Daniello Bartoli, posiblemente fue el primero en observar las bandas sobre la superficie del planeta Júpiter el 17 de mayo de 1630, y en 1640 informó acerca de manchas en  Marte. El cráter Zucchius de la Luna está nombrado en su honor. Bartoli escribió en 1682 su  biografía como jesuita.

### Libros
- Nova de machinis philosophia,[6] Roma, 1646. (en latín, digitalizado por e-rara).
- Optica philosophia experimentis et ratione a fundamentis constituta (1652-1656)

## Zucchi y el telescopio reflector
Uno de los asuntos citados por Zucchi en su libro de 1652 Optica philosophia experimentis et ratione a fundamentis constituta es su reclamación de haber explorado la idea de un telescopio reflector en 1616. Zucchi describió un experimento realizado con una lente cóncava y un  espejo parabólico de bronce que encontró en un gabinete de curiosidades. Utilizó la lente cóncava como un ocular, intentando observar la imagen centrada producida por el espejo para ver si  trabajaba como un telescopio.  A pesar de que Zucchi describió el espejo como «ab experto et accuratissimo artificio elaboratum nactus» [fabricado por un experimentado artesano] aparentemente no consiguió una imagen satisfactoria con él, posiblemente debido a que el espejo no había sido pulido con el cuidado necesario para enfocar una imagen, su ángulo estaba inclinado, o al hecho de que su propia cabeza  obstruía la visión. Zucchi abandonó esta idea. Si  esta reclamación de explorar la idea de un telescopio reflector en 1616 fuese cierta, entonces  sería la descripción conocida más temprana  de la idea de utilizar un espejo curvo como un objetivo de conformación de la imagen, precediendo a las discusiones de Galileo Galilei y Giovanni Francesco Sagredo sobre la misma idea en los años 1620.

### Invención del telescopio reflector
Hay muchas descripciones que citan a Niccolò Zucchi utilizando exitosamente su «primer telescopio reflector».
El autor francés Bernard Le Bovier de Fontenelle, en su trabajo del año 1700 Historia de la Academia de Ciencias, señala que Zucchi lo utilizó para observar «objetos celestiales y terrestres».  También existen atribuciones modernas en las que se afirma que Zucchi utilizó un telescopio reflector para observar las bandas de Júpiter y examinar las manchas del planeta Marte.
Tales atribuciones han sido discutidas. La Enciclopedia de Edimburgo (1832) indica que la utilización que hizo Zucchi de un espejo inclinado «tiene que haber distorsionado y desfigurado la imagen» y la Encyclopædia Britannica (1858) cita la reclamación descrita por Fontenelle como «una atribución arriesgada». El historiador Al Van Helden escribe en El Proyecto Galileo que la atribución que afirma que Zucchi utilizó un telescopio reflector para observar Júpiter y Marte parece cuando menos «ampliamente improbable». Henry C. King en su trabajo La Historia del Telescopio indica que Zucchi utilizaba un telescopio refractor (galileano) en su trabajo astronómico y una publicación de la Asociación Astromomica Británica indica que Zucchi utilizó para la mayoría de sus observaciones astronómicas telescopios refractores fabricados por Eustachio Divini y Giuseppe Campani.

## Reconocimientos
- El cráter lunar Zucchius lleva este nombre en su memoria.[14]